# Bernardo II di Świdnica
Bernardo II di Świdnica (1288 circa – 6 maggio 1326) fu signore di Książ e di Jawor; dal 1301 al 1326 fu duca di Świdnica-Jawor.
Egli apparteneva alla dinastia dei Piasti ed era figlio del duca di Świdnica Bolko I e della sua consorte, Beatrice († 1316), figlia del margravio Ottone V di Brandeburgo.

## Biografia
Dopo la morte del padre Bolko I, avvenuta nel 1301, i figli Bernardo, Enrico e Bolko erano ancora minorenni. La loro tutela venne assunta dallo zio Ermanno II di Brandeburgo, che affidò il compito relativo al suo capitano Ermanno di Barby (Barboy). Ermanno II di Brandeburgo morì nel 1308, quando era già maggiorenne Bernardo, che assunse la tutela dei due fratelli ancora minorenni. Enrico divenne maggiorenne nel 1312 e ricevette il ducato di Jawor, che ritornò così ad essere autonomo. Bolko raggiunse la maggiore età nel 1321 e divenne così duca di Münsterberg, fondandone così la linea dinastica. A Bernardo rimase il ducato di Świdnica.
Nel 1320, insieme ad altri otto duchi della Slesia, Bernardo si lagnò presso la Santa Sede di Avignone sull'introduzione dell'obolo di San Pietro nella diocesi di Breslavia, nella nuova forma di imposta pro capite, che invece, fino a quel momento, era computata per famiglia.
Nel 1322 Bernardo combatté, insieme ad altri cavalieri della Slesia, la battaglia di Mühldorf, insieme al re boemo Giovanni I, dalla parte dei Wittelsbach sotto Ludovico il Bavaro.
Il duca Bernardo fu un grande benefattore dell'Abbazia di Krzeszów, fondata dal padre. Dopo la sua morte la sua salma venne inumata in una grossa tomba nel coro della chiesa abbaziale, ma nel 1661/62 essa venne spostata, probabilmente poiché intralciava le cerimonie liturgiche. Nel 1738 le ossa di Bernardo vennero ancora traslate nella nuova Cappella dei principi..
Il ducato di Świdnica passò nel 1326 a Bernardo, figlio di Bolko II di Münsterberg.

## Matrimoni e discendenza
Bernardo sposò nel 1310 Cunegonda († 1333), figlia del re polacco Ladislao I. Dal matrimonio nacquero:
- Bolko II († 1368)
- Enrico II († 1343)
- Costanza (1309/13–1363), che sposò tra il 1324 ed il 1326 Primislao II di Glogau († 1331)
- Elisabetta (1314/15–1348), che sposò nel 1326 Bolko II di Opole († 1356)

Dopo la morte di Bernardo, la sua vedova sposò in seconde nozze, nel 1328, il duca Rodolfo I di Sassonia-Wittenberg.

## Ascendenza
|                         |                           |                           | Genitori               |  |  | Nonni |  |  | Bisnonni         |  |  | Trisnonni           |  |
|                         |                           |                           |                        |  |  |       |  |  | Enrico II il Pio |  |  | Enrico I il Barbuto |  |
|                         |                           |                           |                        |  |  |       |  |  | Enrico II il Pio |  |  | Enrico I il Barbuto |  |
|                         |                           | Edvige di Andechs         |                        |  |  |       |  |  | Enrico II il Pio |  |  |                     |  |
| Boleslao II di Slesia   |                           |                           |                        |  |  |       |  |  | Enrico II il Pio |  |  |                     |  |
|                         |                           | Anna di Boemia            | Ottocaro I di Boemia   |  |  |       |  |  |                  |  |  |                     |  |
|                         |                           | Anna di Boemia            | Ottocaro I di Boemia   |  |  |       |  |  |                  |  |  |                     |  |
|                         |                           | Anna di Boemia            | Costanza d'Ungheria    |  |  |       |  |  |                  |  |  |                     |  |
| Bolko I di Świdnica     |                           | Anna di Boemia            |                        |  |  |       |  |  |                  |  |  |                     |  |
|                         |                           | Enrico I di Anhalt        | Bernardo di Sassonia   |  |  |       |  |  |                  |  |  |                     |  |
|                         |                           | Enrico I di Anhalt        | Bernardo di Sassonia   |  |  |       |  |  |                  |  |  |                     |  |
|                         |                           | Enrico I di Anhalt        | Brigitta di Danimarca  |  |  |       |  |  |                  |  |  |                     |  |
| Edvige di Anhalt        |                           | Enrico I di Anhalt        |                        |  |  |       |  |  |                  |  |  |                     |  |
|                         |                           | Ermengarda di Turingia    | Ermanno I di Turingia  |  |  |       |  |  |                  |  |  |                     |  |
|                         |                           | Ermengarda di Turingia    | Ermanno I di Turingia  |  |  |       |  |  |                  |  |  |                     |  |
|                         |                           | Ermengarda di Turingia    | Sofia di Wittelsbach   |  |  |       |  |  |                  |  |  |                     |  |
| Bernardo II di Świdnica |                           | Ermengarda di Turingia    |                        |  |  |       |  |  |                  |  |  |                     |  |
|                         | Ottone III di Brandeburgo | Alberto II di Brandeburgo |                        |  |  |       |  |  |                  |  |  |                     |  |
|                         | Ottone III di Brandeburgo | Alberto II di Brandeburgo |                        |  |  |       |  |  |                  |  |  |                     |  |
|                         | Ottone III di Brandeburgo | Matilde di Groitzsch      |                        |  |  |       |  |  |                  |  |  |                     |  |
| Ottone V di Brandeburgo | Ottone III di Brandeburgo |                           |                        |  |  |       |  |  |                  |  |  |                     |  |
|                         |                           | Beatrice di Boemia        | Corrado II di Lusazia  |  |  |       |  |  |                  |  |  |                     |  |
|                         |                           | Beatrice di Boemia        | Corrado II di Lusazia  |  |  |       |  |  |                  |  |  |                     |  |
|                         |                           | Beatrice di Boemia        | Elisabetta di Polonia  |  |  |       |  |  |                  |  |  |                     |  |
| Beatrice di Brandeburgo |                           | Beatrice di Boemia        |                        |  |  |       |  |  |                  |  |  |                     |  |
|                         |                           | Ermanno I di Henneberg    | Poppo VII di Henneberg |  |  |       |  |  |                  |  |  |                     |  |
|                         |                           | Ermanno I di Henneberg    | Poppo VII di Henneberg |  |  |       |  |  |                  |  |  |                     |  |
|                         |                           | Ermanno I di Henneberg    | Jutta di Turingia      |  |  |       |  |  |                  |  |  |                     |  |
| Giuditta di Henneberg   |                           | Ermanno I di Henneberg    |                        |  |  |       |  |  |                  |  |  |                     |  |
|                         |                           | Margherita d'Olanda       | Fiorenzo IV d'Olanda   |  |  |       |  |  |                  |  |  |                     |  |
|                         |                           | Margherita d'Olanda       | Fiorenzo IV d'Olanda   |  |  |       |  |  |                  |  |  |                     |  |
|                         |                           | Margherita d'Olanda       | Matilde di Brabante    |  |  |       |  |  |                  |  |  |                     |  |
|                         |                           | Margherita d'Olanda       |                        |  |  |       |  |  |                  |  |  |                     |  |